# Personal NetWare
Personal NetWare war ein Peer-to-Peer-Netz für MS-DOS. Während NetWare ausschließlich die Kommunikation zwischen Clients und Server ermöglichte, war mit Personal NetWare die direkte Kommunikation zwischen Clients (insbesondere Verzeichnis- und Druckerfreigaben) möglich. Auf einen dedizierten Server musste man hingegen verzichten.

## Geschichte
Ein Vorläufer zu Personal NetWare war NetWare Lite, das 1991 von Novell veröffentlicht wurde.